# Bilberg
Bilberg ist ein Gemeindeteil des Marktes Buchbach im oberbayerischen Landkreis Mühldorf am Inn auf der Gemarkung Felizenzell.

## Geografie
Die Einöde Bilberg liegt etwa 1,25 Kilometer nördlich des Marktplatzes von Buchbach zwischen den beiden Quellweihern des Erlbachs, der über den Einstettinger Bach zur Isen fließt.

## Bevölkerungsentwicklung
Um 1871 gab es in Bilberg fünf Einwohner. Bis in die Nachkriegszeit des Zweiten Weltkriegs verdoppelte sich die Bevölkerungszahl auf 13 Einwohner. Im Mai 1987 lebten dort sechs Einwohner in einem Wohngebäude.
| Jahr      | 1871 | 1925 | 1950 | 1970 | 1987 |
| Einwohner | 5    | 8    | 13   | 6    | 6    |